# Metopina divergens
Metopina divergens är en tvåvingeart som beskrevs av Borgmeier och Prado 1975. Metopina divergens ingår i släktet Metopina och familjen puckelflugor. Inga underarter finns listade i Catalogue of Life.